# Valerio
Valerio  è un nome proprio di persona italiano maschile.

## Varianti
- Maschili: Valiero[5]
  - Alterati: Valerino
- Femminili: Valeria[1][3][4]

### Varianti in altre lingue
- Basco: Baleri[6], Valerio
- Bulgaro: Валерий (Valerij)
- Catalano: Valeri[6], Valer[6]
- Estremadurano: Valériu
- Francese: Valère[2], Valéry
- Galiziano: Valerio[6]
- Georgiano: ვალერი (Valeri)[2]
- Latino: Valerius[1][2]
- Lettone: Valērijs[2]
- Polacco: Walery[2], Waleriusz
- Portoghese: Valerio[2], Valério
- Rumeno: Valeriu[2]
  - Ipocoristici: Vali[2]
- Russo: Валерий (Valerij)[2]
- Sloveno: Valerij
- Spagnolo: Valerio[2][6], Valero[6]
- Tedesco: Valerius
- Ucraino: Валерій (Valerij)
- Ungherese: Valér

## Origine e diffusione
Riprende il nomen romano Valerius, tipico della gens Valeria, basato sul verbo valere, che vuol dire "essere forte", "essere vigoroso", "stare bene", avendo quindi il significato augurale di "valoroso", "robusto", "forte", "sano", analogo a quello dei nomi Indalecio, Nerone, Drusilla e Valente (con il quale condivide anche la radice etimologica).
È maggiormente attestato in Italia settentrionale e in Toscana, e più raro invece in Italia meridionale; la sua diffusione è stata aiutata dal culto verso i numerosi santi così chiamati.
Il nome Valeriano è un patronimico di Valerio. Non va invece confuso con Valerico, di diversa origine.

## Onomastico
Il nome venne portato da molti dei primi santi; l'onomastico si può festeggiare quindi in più date, fra le quali:
- 10 gennaio, san Valerio, eremita presso Limoges[10]
- 16 gennaio san Valerio vescovo di Sorrento 453 d.C.
- 22 o 28 gennaio, san Valerio, vescovo di Saragozza e martire[10]
- 29 gennaio, san Valerio, vescovo di Ravenna[10]
- 29 gennaio, san Valerio, vescovo di Treviri[10]
- 1º aprile, san Valerio o Valerico, abate presso Saint-Valery-sur-Somme[10]
- 14 giugno, san Valerio, martire con san Rufino presso Soissons, sotto Diocleziano[10]
- 31 agosto, beato Valerio Bernardo Herrero Martínez, religioso lasalliano, martire con altri compagni ad Almería[10]
- 15 settembre, san Valerio, martire con Stratone, Macrobio e Gordiano a Costanza sotto Licinio[10]
- 22 ottobre, san Valerio, diacono e martire a Langres[10]
- Martedì dopo la Pentecoste, san Valerio, soldato romano e martire, venerato ad Alvito

## Persone
- Valerio, politico bizantino

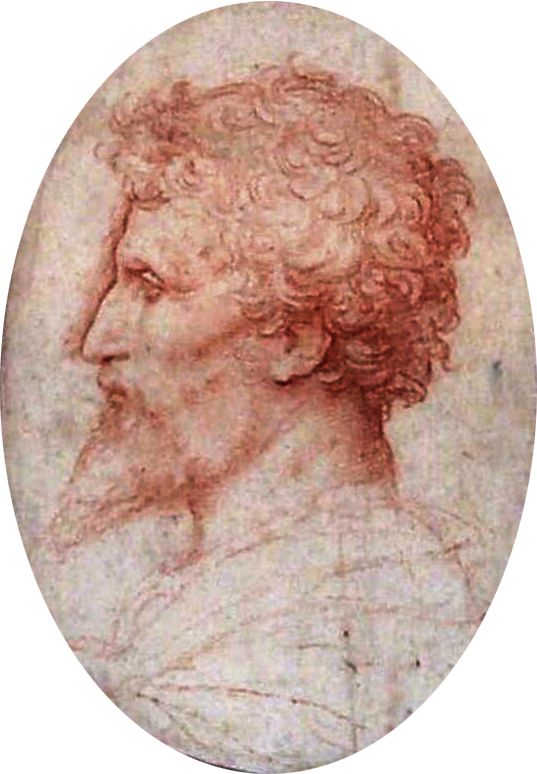
Valerio Belli

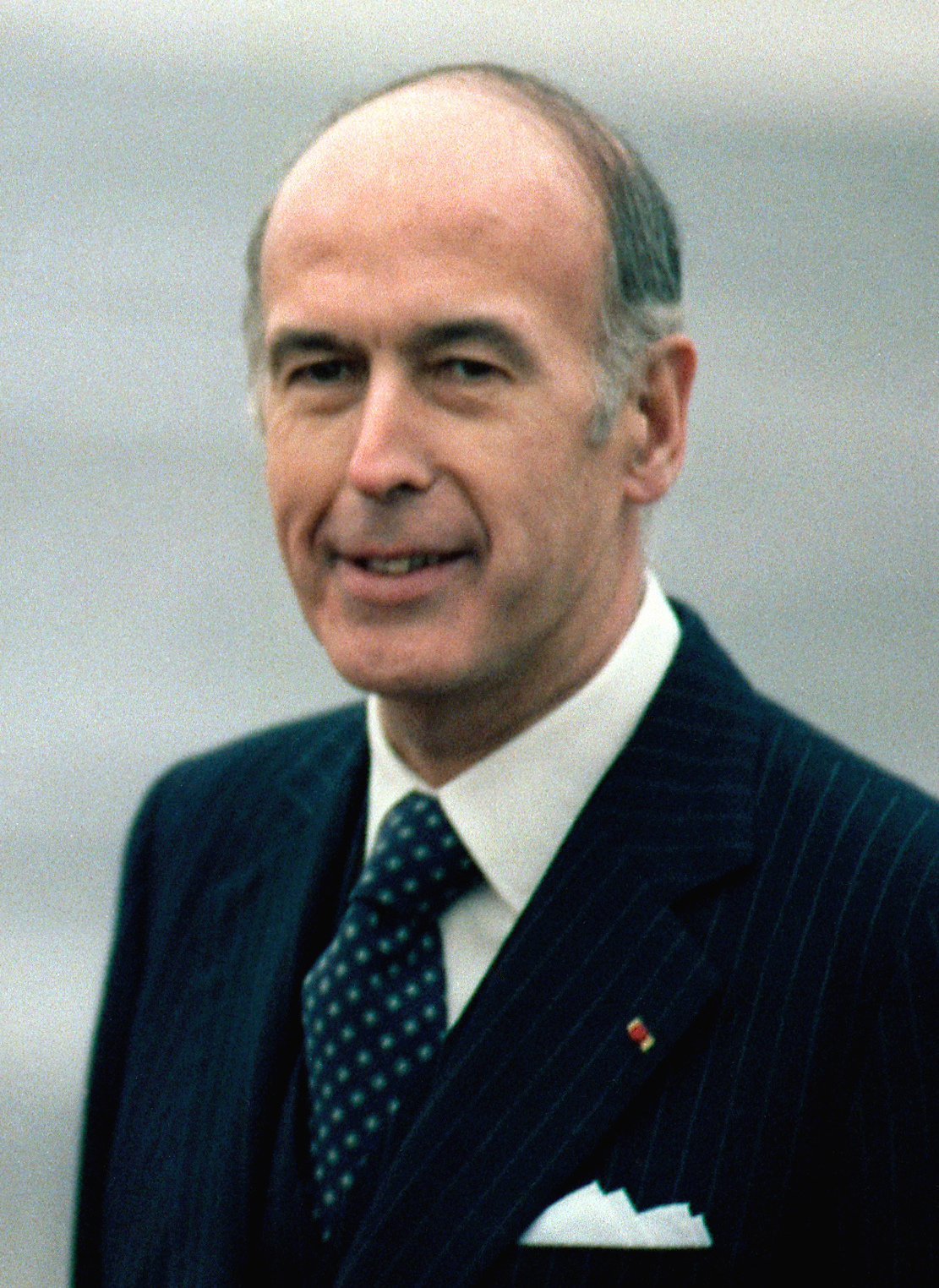
Valéry Giscard d'Estaing

- Valerio Liciniano Licinio, imperatore romano
- Valerio Grato, politico romano
- Valerio Massimo, storico romano
- Gaio Valerio Catullo, poeta romano
- Gaio Valerio Flacco, poeta romano
- Marco Valerio Probo, grammatico romano
- Marco Valerio Marziale, poeta romano
- Valerio Belli, orafo, incisore e medaglista italiano
- Valerio Bianchini, allenatore di pallacanestro italiano
- Valerio Cordo, medico, chimico e botanico tedesco
- Valerio Evangelisti, scrittore italiano
- Valerio Fiori, calciatore e allenatore di calcio italiano
- Valerio Lundini, comico italiano
- Valerio Massimo Manfredi, archeologo, scrittore e conduttore televisivo italiano
- Valerio Mastandrea, attore italiano
- Valerio Merola, conduttore televisivo italiano
- Valerio Onida, giurista italiano
- Valerio Scanu, cantautore italiano
- Valerio Staffelli, attore, personaggio televisivo e giornalista italiano
- Valerio Verre, calciatore italiano
- Valerio Zanone, politico italiano

### Variante Valéry
- Valéry Demory, cestista e allenatore di pallacanestro francese
- Valéry Giscard d'Estaing, politico francese
- Valéry Mezague, calciatore camerunese

### Variante Valeriu

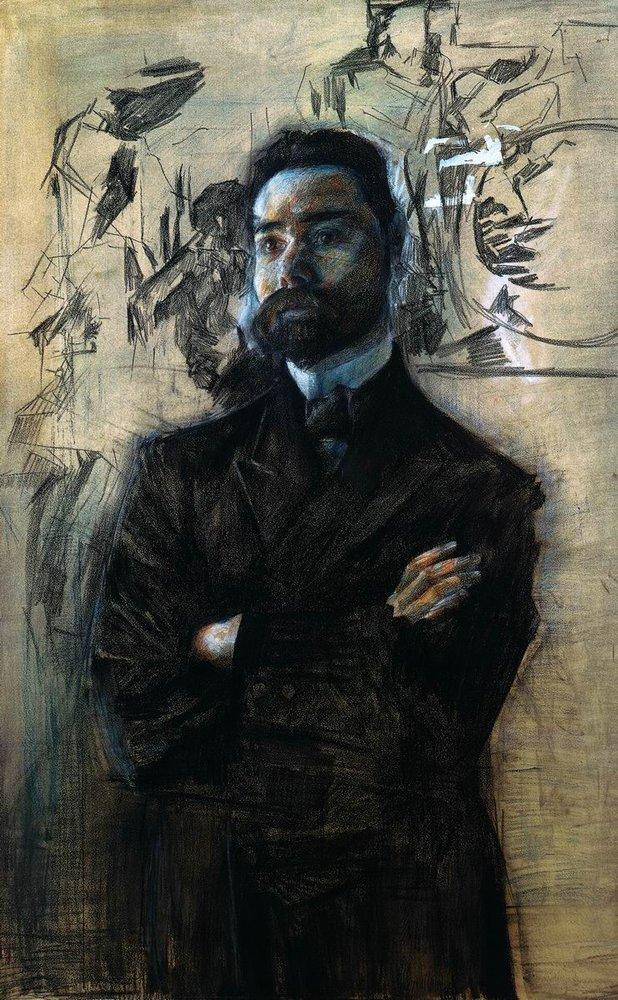
Valerij Brjusov

- Valeriu Bordeanu, calciatore rumeno
- Valeriu Ciupercă, calciatore moldavo
- Valeriu Lazarov, produttore televisivo rumeno naturalizzato spagnolo
- Valeriu Lupu, calciatore rumeno

### Variante Valerij
- Valerij Borzov, atleta ucraino
- Valerij Brjusov, poeta russo
- Valerij Brumel', atleta russo

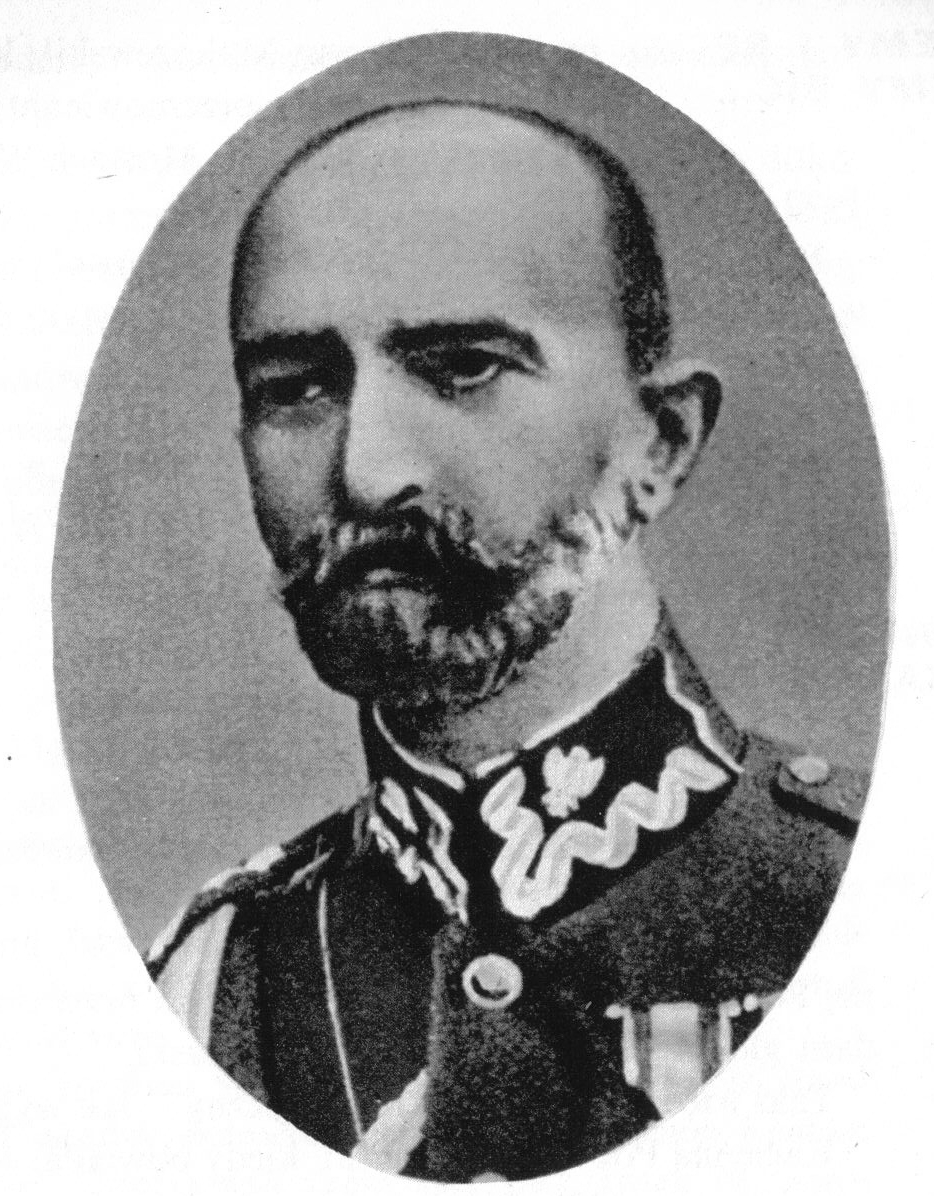
Walery Sławek

- Valerij Bykovskij, cosmonauta sovietico
- Valerij Charlamov, hockeista su ghiaccio sovietico
- Valerij Čkalov, pioniere dell'aviazione sovietico
- Valerij Gergiev, direttore d'orchestra russo
- Valerij Lobanovs'kyj, ex calciatore e allenatore di calcio ucraino
- Valerij Karpin, calciatore e allenatore di calcio russo naturalizzato estone
- Valerij Kubasov, cosmonauta sovietico
- Valerij Salov, scacchista russo

### Altre varianti
- Valerius Anshelm, scrittore svizzero
- Valère Germain, calciatore francese
- Valery Larbaud, scrittore, poeta e traduttore francese
- Walery Sławek, politico polacco
- Walery Wroblewski, militare polacco

## Curiosità
Nell'estate 1998 la riviera romagnola (in particolare nelle località di Rimini e Riccione) venne interessata dal fenomeno di gruppi giovanili che erano soliti urlare il nome: l'origine del tormentone fu poi rinvenuta in Valerio Obert, un tecnico di Radio Dimensione Suono che — durante l'allestimento della struttura per un concerto di Vasco Rossi tenuto a Imola il 20 giugno precedente — venne chiamato a gran voce e ripetutamente dai colleghi col grido poi diffusosi anche tra gli spettatori dell'evento.